# Distillazione a percorso breve
La distillazione a percorso breve è una tecnica di distillazione che consiste nel far percorrere al distillato una breve distanza e si esegue normalmente a bassa pressione  (sottovuoto). Questa tecnica è utile quando è necessario distillare quantità di sostanza relativamente piccole, soprattutto per purificare, ad esempio, piccole quantità di fenolo. Si ricorre a questo tipo di distillazione inoltre per poter distillare piccole quantità di una sostanza che ha un'alta temperatura di ebollizione, abbassandola praticando il vuoto, semplicemente collegando il tubo di una pompa a vuoto all'adattatore presente sull'apparato.